# Victoria Tennant
Pour les articles homonymes, voir Tennant.
Victoria Tennant est une actrice, productrice et scénariste anglaise née le 30 septembre 1950 à Londres (Royaume-Uni).

## Filmographie

### comme actrice
- 1972 : The Ragman's Daughter : Doris Randall
- 1979 : Je suis ton tueur (Ich bin dein Killer) : Annette Dorberg
- 1981 : Inseminoid : Barbra
- 1981 : Les Chiens de guerre (The Dogs of War) : Dinner Party Guest
- 1981 : Sphinx : Lady Carnaryon
- 1981 : La Guerre des insectes (téléfilm) : Helen Curtiss
- 1983 : Dempsey (téléfilm) : Estelle Taylor
- 1983 : Le Souffle de la guerre ("The Winds of War") (feuilleton TV) : Pamela Tudsbury
- 1983 : Strangers Kiss : Carol Redding / Betty
- 1983 : Chiefs (feuilleton TV) : Trish Lee
- 1984 : Solo pour deux (All of Me) : Terry Hoskins
- 1985 : The Holcroft Covenant : Helden von Tiebolt / Helden Tennyson
- 1986 :  La cinquième dimension (épisode 21b) (série télévisée) : Valentina Orlova
- 1986 : État de crise (Under Siege) (téléfilm) : Gloria Garry
- 1987 : Pacte avec un tueur (Best Seller) : Roberta Gillian
- 1987 : Flowers in the Attic : Mother (Corrine Dollanganger)
- 1988 : Maigret (téléfilm) : Victoria Portman
- 1988 : Les Orages de la guerre (War and Remembrance) (feuilleton TV) : Pamela Tudsbury
- 1989 : Whispers : Hilary
- 1989 : Act of Will (téléfilm) : Audra
- 1989 : Zugzwang : Alice Gordon
- 1990 : La Servante écarlate (The Handmaid's Tale) de Volker Schlöndorff ( VF : Sylvie Moreau) : Aunt Lydia
- 1990 : Voice of the Heart (téléfilm) : Francesca Cunningham
- 1991 : Los Angeles Story (L.A. Story) : Sara McDowel
- 1992 : La Peste : Alicia Rieux
- 1996 : Edie & Pen : Blonde With Dog
- 2014 : The List d'Harris Goldberg : Barbara
- 1997 : La Légende de la momie (Legend of the Mummy) : Mary
- 2001 : Et Dieu créa Sœur Mary (téléfilm) : Bitter Divorcee
- 2008 : Monk (saison 6, épisode 14) (série télévisée) : Ms. Benson
- 2011 : Kate et William : Quand tout a commencé... (William & Kate) (téléfilm) : Celia

### comme productrice
- 2001 : Et Dieu créa Sœur Mary (téléfilm)

### comme scénariste
- 1996 : Edie & Pen